# Kaitián

Srell admirális

A kaitiánok vagy kaitánok egy humanoid faj a Star Trek világában.
Otthonuk az M típusú Cait bolygó. Felbukkannak a Star Trek IV: A hazatérés c. mozifilmben, ahol két andoriai admirális mellett két kaitán főtiszt, S'rell admirális és egy másik, fekete színű kaitán admirális is helyet foglalt abban a föderációs fegyelmi testületben, amelyik végül visszaminősítette James T. Kirköt admirálisból kapitánnyá a korábban elkövetett függelemsértése miatt. A rajzfilmsorozatban (TAS) egy női kaitán kommunikációs tiszt, M'Ress is szolgál az Enterprise-on, ezen kívül regényekben és képregényekben is szerepelnek.

## Megjelenésük
A kaitánok küllemre szőrös, bundás, macskafélék vonásait idéző, de kétlábú lények, akiknek lábai szintén a macskafélékhez hasonlatosan háromízületesek. Két-három méter magasak, bundájuk világosbarna, sötétbarna, vagy fekete színű, és bojtos farkuk van. Nagy, gyakran aranyszínű szemeikkel éjjel is kiválóan látnak. Érzékeny hallásuk miatt kiválóan alkalmasak kommunikációs feladtok elvégzésére. A kaitán nyelvben sok a földi macskáéhoz hasonló doromboló hang.
A kaitánok egyike a Föderáció legértelmesebb és legsegítőkészebb fajainak. Tulajdonneveik nem kötődnek a férfi vagy a női nemhez. Kultúrájukat legfőképp a szép dolgok iránti szeretet és a hűség határozza meg. A hűség a kaitánoknál mind önmagukkal szemben mind egymás között nagyon nagy jelentőséggel bír, az egyének és a klánok közötti kapcsolatok alakították ki a hűség iránti tiszteletet. Ragadozó kinézetük ellenére nem preferálják a húsevést.
A kaitánok hitük szerint egy ősi kzinti gyarmat leszármazottai. Első kapcsolataik az orionokkal és a ferengikkel voltak, föderációs hajókkal először 2249-ben találkoztak, és olyan jól megértették egymást, hogy néhány évvel később a Föderáció tagjaivá váltak. A Csillagflottában is sok kaitán szolgál. Négy másik bolygónak is kaitán népessége van, ezek a Havelind, a Hochlor IV, a Macadarna, és a Narval, ezeket a bolygókat a kaitánok még föderációs tagságuk előtt gyarmatosították, ezért ezek a bolygók is szövetségesek vagy a Föderációhoz is tartoznak. A Riviera lakosságának 35%-a is kaitánokból áll.